# Robot Diego-san
Robot Diego-san – humanoidalny robot, który powstał na Uniwersytecie Kalifornijskim pod kierownictwem profesora Javiera Movellana. Robot przypomina wyglądem niemowlę. Został tak zaprogramowany, aby jego zachowanie w możliwie największym stopniu odpowiadało zachowaniom jednorocznego dziecka. Robot ma charakter eksperymentalny. Jego zadaniem, to pomóc naukowcom ustalić w jaki sposób działa mózg niemowlęcia. Uzyskane dzięki robotowi dane mają w przyszłości posłużyć w walce z takimi chorobami jak autyzm.